# Хохлатая парамития
Хохлатая парамития (Paramythia montium) — представитель семейства карликовых медоедов. 
Подвижная и энергичная птица. Хохлатым парамитиям свойственна привычка энергично расклевывать крупные цветы и натирать своё оперение сорванными лепестками. Их крик имеет весьма характерное звучание и напоминает удары сухих палочек друг о друга.

## Внешний вид
Оперение — сине-чёрно-зелёное, а над глазами расположена некая «белая бровь», которая состоит из перьев, большая. Клюв — маленький.

## Питание
Эти птицы питаются в основном фруктами и ягодами, однако иногда едят мелких насекомых.

## Ареал
Центральные и юго-восточные районы Новой Гвинеи. Места обитания: леса с моховым покрытием на высотах от 2000 м.
- Песни хохлатой парамитии на сайте xeno-canto.org

## Хохлатая парамития и человек
Несмотря на своё яркое оперение, парамитии не используются ни аборигенами, ни приезжими для создания украшений.